# Championnat de Chypre de football 1934-1935
Navigation
Saison suivante
La saison 1934-1935 du Championnat de Chypre de football était la toute première édition officielle du championnat de première division à Chypre. Les huit meilleurs clubs du pays se retrouvent au sein d'une poule unique, la Cypriot First Division, où ils s'affrontent deux fois, à domicile et à l'extérieur.
C'est le club de Trast AC qui remporte la compétition en terminant en tête du championnat. C'est le tout premier titre de champion de Chypre de l'histoire du club. Le Trast AC réussit d'ailleurs le doublé en remportant la Coupe de Chypre face à l'APOEL Nicosie.

## Les 8 clubs participants
| - Trast AC - APOEL Nicosie - Anorthosis Famagouste - Olympiakos Nicosie | - Çetinkaya Türk SK - AEL Limassol - Aris Limassol - EPA Larnaca |

## Compétition

### Classement
Le barème utilisé pour établir le classement est le suivant :
- Victoire : 2 points
- Match nul : 1 point
- Défaite : 0 point

| Rang | Équipe                | Pts | J  | G  | N | P | Bp | Bc | Diff |
| ---- | --------------------- | --- | -- | -- | - | - | -- | -- | ---- |
| 1    | Trast AC C            | 24  | 14 | 11 | 2 | 1 | 45 | 15 | +30  |
| 2    | Çetinkaya Türk SK     | 16  | 13 | 6  | 4 | 3 | 31 | 12 | +19  |
| 3    | APOEL Nicosie         | 15  | 14 | 7  | 1 | 6 | 25 | 20 | +5   |
| 4    | AEL Limassol T        | 14  | 14 | 6  | 2 | 6 | 37 | 26 | +11  |
| 5    | Anorthosis Famagouste | 13  | 14 | 4  | 5 | 5 | 27 | 38 | -11  |
| 6    | EPA Larnaca           | 10  | 12 | 5  | 0 | 7 | 17 | 34 | -17  |
| 7    | Aris Limassol         | 10  | 13 | 4  | 2 | 7 | 30 | 30 | 0    |
| 8    | Olympiakos Nicosie    | 4   | 12 | 1  | 2 | 9 | 11 | 48 | -37  |

|  | Vainqueur du championnat de Chypre 1934-1935                                           |
|  | T : Tenant du titre C : Vainqueur de la Coupe de Chypre P : Promu de deuxième division |

## Bilan de la saison
| Championnat de Chypre de football 1934-1935 |                      |
| Champion                                    | Trast AC (1er titre) |
| Coupes et trophées                          |                      |
| Vainqueur de la Coupe de Chypre 1934-1935   | Omonia Nicosie       |
| Promotions et relégations                   |                      |
| Promus en Cypriot First Division            | Aucun                |
| Relégués en Cypriot Second Division         | Aucun                |